# 薛聪 (北魏)
薛聪（？—？），字延智，河东郡汾阴县（今山西省运城市万荣县），出自河东薛氏西祖第三房，北魏官员。

## 生平
薛聪品行方正有为政的见识，善于显示自己的风格文采，不随便与人交往。即便是在人看不见的房间，也终日矜持端庄，见到他的人无不肃然起敬。薛聪博览群书，精力过人，前人的言行也多有深入研究了解，更加擅长词藻辩驳和应对。薛聪的父亲薛破胡去世后，薛聪在坟墓旁修建房屋守孝，哭泣的声音感动了路人。薛聪对兄弟的情谊和睦深厚，但家教特别严格，弟弟们即便成婚做官，常常也免不了棍罚，对待薛聪恭敬而严肃。薛聪还没到二十岁，就被州府征召担任主簿。
太和十五年（491年），薛聪以著作佐郎为起家官。当时魏孝文帝元宏留心于氏族，审定管秩品级，士大夫的起家官优等的也不过是奉朝请，薛聪起家就担任著作佐郎，当时的舆论很羡慕他。薛聪后升任治书侍御史，凡是弹劾的人，即便是豪强也不回避，魏孝文帝有时要宽恕某人，薛聪据理争辩。魏孝文帝经常说：“我看见薛聪都不能不害怕，何况其他人呢？”从此权贵外戚都不敢妄动。薛聪屡次升任直阁将军，兼任给事黄门侍郎、散骑常侍，依然担任直阁将军。
薛聪很收魏孝文帝的信任，对外把他看作德才兼备的能臣，对内把他视为可靠的心腹。亲信的禁卫军，都委任薛聪为总管，所以太和年间，薛聪一直兼任直阁将军。群臣下朝之后，薛聪总是陪伴魏孝文帝身边，谈话直到夜深人静，时政得失，他都参与谋划，时常劝谏魏孝文帝的过失，所进谏的事大多被皇帝采纳，他稳重沉着细密，外人无法窥探行迹。魏孝文帝想要提升薛聪的官职与品位，他坚决推辞不接受。魏孝文帝很理解他的意思，对他说：“爱卿内在的爵位自然很高，本来就不是用尘世间的爵位使之荣耀。”薛聪又出任羽林监。
太和二十三年（499年），薛聪跟随魏孝文帝南征，兼任御史中尉。等到魏宣武帝元恪即位，薛聪出任都督、辅国将军、齐州刺史，执政简约平静。薛聪后在齐州去世，官吏百姓怀念他，留下薛聪的坐榻来保留过去的恩情。朝廷赠予薛聪征虏将军、华州刺史，谥号简懿侯。西魏废帝元钦二年（552年），重新赠予车骑大将军、仪同三司、延州刺史。

## 其他
《北史》记载魏孝文帝曾经与朝臣议论天下姓氏门地人物，开玩笑的对薛聪说：“世人都说河东薛氏是蜀人，肯定是蜀人吗？”薛聪回答说：“臣的远祖薛广德世代在汉朝做官，当时人称之为汉人。臣的九世祖薛永随着刘备进入川蜀，当时人称之为蜀人。臣现在侍奉陛下，是胡虏而不是蜀人。”魏孝文帝拍手笑着说：“你自己说明不是蜀人就行了，何必挖苦朕呢。”薛聪因此扔掉手中的戟出去了。魏孝文帝说：“薛羽林监喝醉了。”司马光考证后采用了元行冲《后魏国典》的记载，认为与魏孝文帝发生类似对话的是薛宗起而不是薛聪。

## 家庭

### 父亲
- 薛破胡，北魏河东郡太守、仇池都将

### 兄弟
- 薛道智，北魏尚书郎
- 薛仙智，北魏河东郡功曹
- 薛昙贤，北魏国子博士
- 薛和，北魏左将军、南青州刺史
- 薛季令，北魏奉朝請

### 儿子
- 薛景茂，北魏司州记室从事、猗氏令
- 薛孝通，东魏中书侍郎、常山郡太守